# Lehel tér
Lehel tér - stacja budapeszteńskiego metra znajdująca się w ciągu niebieskiej linii podziemnej kolejki. Posiada jeden - centralnie ulokowany - peron. Przesiadki: autobusy linii 15, 115 trolejbusy 76 oraz tramwaje linii 14.